# Etlingera harmandii
Etlingera harmandii là một loài thực vật có hoa trong họ Gừng. Loài này được François Gagnepain mô tả khoa học đầu tiên năm 1907 dưới danh pháp Amomum harmandii. Năm 1986, Rosemary Margaret Smith chuyển nó sang chi Etlingera.